# FC Peterhead
Der FC Peterhead (offiziell: Peterhead Football Club) ist ein schottischer Fußballverein aus Peterhead. Der Verein spielt momentan in der Scottish League One, der dritthöchsten Spielklasse im schottischen Fußball.

## Geschichte
Der Verein wurde 1890 gegründet und spielte im städtischen Raemoss Park, der dem Verein von der Stadt überlassen wurde. An der dortigen Stelle wurde der Recreation Park, das erste Stadion des Vereins, mit finanzieller Unterstützung durch den Philanthropen Andrew Carnegie errichtet. Es sollte über 100 Jahre genutzt werden und erst 1997 durch das heutige Balmoor Stadium, ersetzt werden.
1899 spielte man erstmals wettbewerbsmäßig Fußball und nahm an der Aberdeenshire League teil, deren Mitglied man bis 1931 blieb, als man in die Highland Football League aufgenommen wurde. Der erste Erfolg war dann auch 1906 der Sieg des Aberdeenshire Cups, den man 1935 und 1936 noch einmal holen konnte.
Zwischen 1939 und 1946 lag der Ligabetrieb und damit auch das fußballerische Leben in Petershead wegen des Zweiten Weltkriegs lahm. In der ersten Nachkriegssaison gelang dem FC Petershead der Sieg der Highland League. 1949 und 1950 konnte der Erfolg wiederholt werden. Danach setzte eine langjährige Durststrecke ein, die erst 1989 beendet wurde, als man den Titel wiederum errang. 1999 war man besonders erfolgreich: In der Highland League gelang der fünfte Erfolg, im Aberdeenshire Cup der 20. Sieg, und man gewann den Aberdeenshire Shield.
Als die Scottish Premier League im Jahr 2000 von 10 auf 12 Mannschaften aufgestockt wurde, beschloss die Scottish Football League zwei neue Vereine aufzunehmen, die dann in der Third Division spielberechtigt wären. Petershead gehörte zu den gewählten Vereinen, blieb aber gleichzeitig Mitglied in der Aberdeenshire FA.
Der Verein konnte sich schnell in der Third Division etablieren und  erreichte 2005 den zweiten Platz, der den Aufstieg in die Second Division ermöglichte. Als Dritter der Second Division nahm man 2006 an den Play-offs um den Aufstieg in die First Division teil. Allerdings scheiterte man äußerst knapp, als man im Spiel gegen Partick Thistle Sekunden vor Ende der regulären Spielzeit den Ausgleich hinnehmen musste, der eine Verlängerung und ein Elfmeterschießen erzwang, das man dann verlor.

## Erfolge
- Highland Football League: 1946/47, 1948/49, 1949/50, 1988/89, 1998/99
- Highland League Cup: 1962/63, 1965/66, 1967/68, 1980/81, 1988/89
- Scottish Qualifying Cup (North): 1946/47, 1975/76, 1977/78, 1978/79, 1985/86, 1997/98
- Aberdeenshire Cup: 1905/06, 1934/35, 1935/36, 1946/47, 1948/49, 1949/50, 1958/59, 1962/63, 1964/65, 1967/68, 1968/69, 1969/70, 1970/71, 1974/75, 1976/77, 1978/79, 1984/85, 1987/88, 1988/89, 1998/99
- Aberdeenshire Shield: 1998/99